# Compsocerus bicoloricornis
Compsocerus bicoloricornis là một loài bọ cánh cứng trong họ Cerambycidae.